# 720

## Nașteri
- dată necunoscută: Papa Ștefan al III-lea  (d. 772)
- dată necunoscută: Paul Diaconul  (d. 799)
- dată necunoscută: Anselm de Friuli  (d. 803)

## Decese
- Tariq ibn-Ziyad, general musulman ce a condus invadarea Regatului vizigot din secolul al VIII-lea (n. ?)